# Confine tra Cipro e basi di Akrotiri e Dhekelia

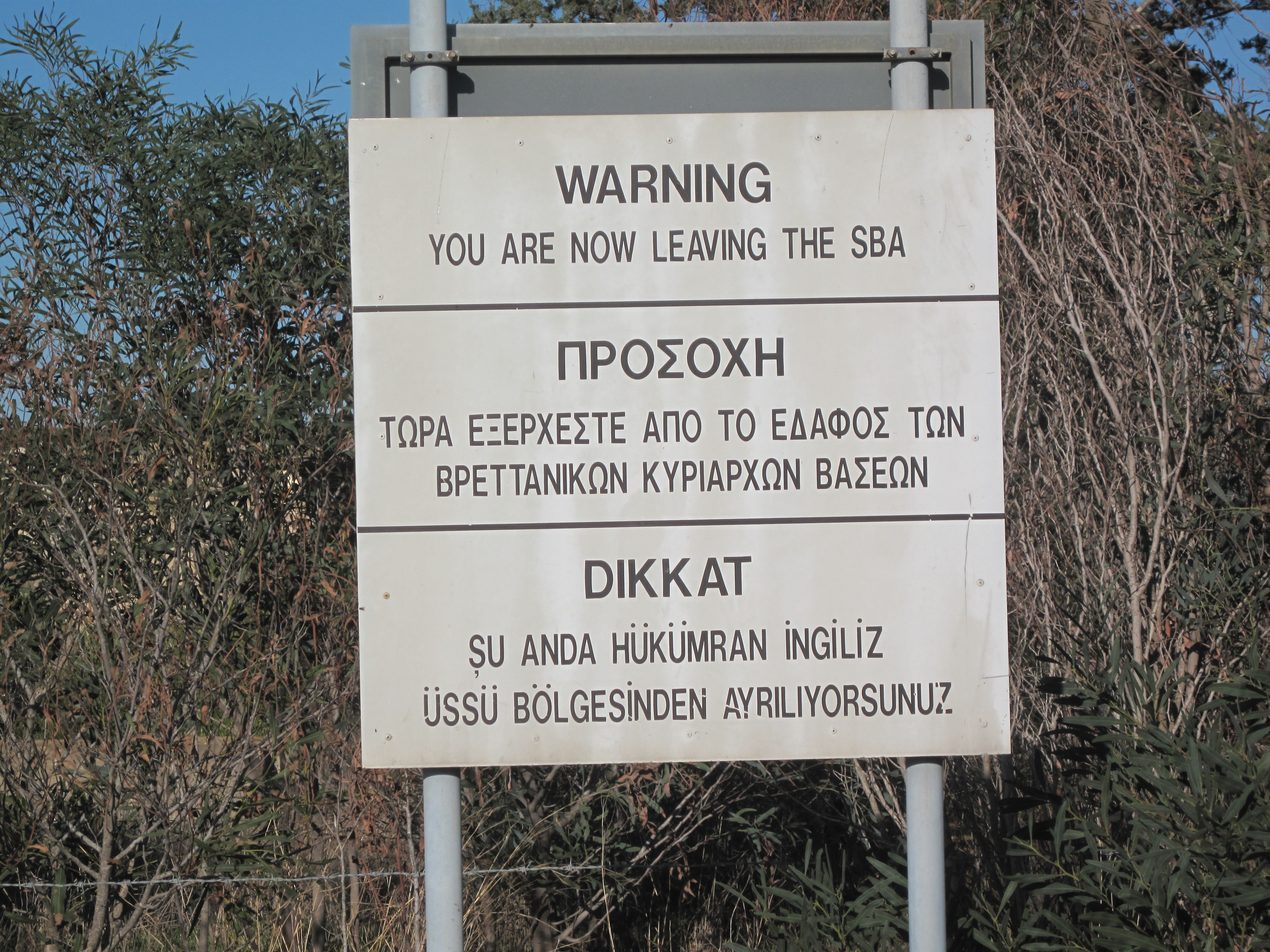
Un segnale al confine di Dhekelia

Il confine tra Cipro e basi di Akrotiri e Dhekelia si riferisce al confine internazionale tra la repubblica di Cipro e le basi sovrane di Akrotiri e Dhekelia che sono un territorio britannico d'oltremare.
Le basi sovrane sono costituite da due enclavi all'interno dell'isola di Cipro. Il confine di Akrotiri è lungo 48 km, e il confine di Dhekelia è lungo 108 km. Dhekelia è anche delimitata dalla zona cuscinetto delle Nazioni Unite e dallo Stato non riconosciuto di Cipro del Nord.

## Controlli al confine
Non esiste un confine terrestre "duro" con Cipro e l'ingresso alle aree pubbliche in entrambe le basi può essere effettuato senza alcuna difficoltà. Nello scambio di note che le stabilirono, il governo britannico dichiarò espressamente che non avrebbe "[...] creato posti doganali o altre barriere di frontiera tra le basi territoriali sovrane e la Repubblica". Esistono controlli più formali al confine della Repubblica Turca di Cipro del Nord.
È richiesto un passaporto per viaggiare tra Cipro/Akrotiri e Dhekelia e Cipro del Nord. Le questioni riguardanti la validità dell'assicurazione auto e delle dogane sono specificate dall'amministrazione delle basi.

## Cipro del Nord
A seguito dell'invasione della parte nord-orientale dell'isola di Cipro da parte delle forze turche nel 1974, quest'area è stata amministrata dalla Repubblica Turca di Cipro del Nord dal 1983; questa repubblica non è riconosciuta da nessun paese a parte la Turchia, ma garantisce la gestione de facto della regione. Le forze britanniche non hanno partecipato militarmente agli eventi del 1974; a Dhekelia l'avanzata turca si fermò al confine settentrionale.
Da un punto di vista pratico, il confine settentrionale separa efficacemente la base di Dhekelia dalla Repubblica di Cipro del Nord. La strada britannica da Ayios Nikolaos a Dhekelia è delimitata a nord dalla Repubblica Turca e a sud dai territori ancora sotto il controllo della Repubblica di Cipro. Inoltre, la linea verde, una zona cuscinetto istituita dalle Nazioni Unite, unisce il confine a ovest di Dhekelia e ad est di Ayios Nikolaos.